# Siegfried Bachmann
Siegfried Bachmann (* 24. Februar 1927 in Planitz; † 5. Februar 1997 in Braunschweig) war ein deutscher Soziologe und Bildungshistoriker.
Bachmann wurde 1954 an der Universität Würzburg mit einer Arbeit über die Landstände des Hochstifts Bamberg promoviert. Danach arbeitete er an den Universitäten Würzburg und Bamberg. Anschließend war er für die Erwachsenenbildung Goslar tätig. Von 1968 bis 1978 lehrte er als Professor für Soziologie und Rektor an der Pädagogischen Hochschule Niedersachsen und danach bis zu seiner Emeritierung 1995 an der Technischen Universität Braunschweig. Von 1981 bis 1983 war er Vizepräsident der Universität und gründete dort den Teilstudiengang „Personalentwicklung im Betrieb“. Von 1977 bis 1978 war er kommissarischer Direktor des Georg-Eckert-Instituts. Seine Forschungsschwerpunkte waren die Geschichte der Soziologie, die Schulbuchforschung, das Deutschlandbild und die Deutsche Frage. Unter Bachmann wurde das Theodor-Geiger-Archiv an der TU Braunschweig eingerichtet.

## Schriften (Auswahl)
- Gesellschaft im Übergang. Prozesse soziokulturellen Wandels. Kleine Schriften von 1954 bis 1994. Ausgewählt und eingeleitet von Ursula Weber, Hannover 2009.
- (Hrsg.): Theodor Geiger. Soziologe in einer Zeit „zwischen Pathos und Nüchternheit“. Beiträge zu Leben und Werk. Berlin 1995.
- (Hrsg.): Industriegesellschaft im Wandel – Chancen und Risiken heutiger Modernisierungsprozesse. Hildesheim 1988.
- mit Wolfgang Jacobmeyer (Hrsg.): Deutschlandbild und deutsche Frage in den historischen, geographischen und sozialwissenschaftlichen Unterrichtswerken der Bundesrepublik Deutschland und der Deutschen Demokratischen Republik von 1949 bis in die 80er Jahre. Mit einer Einleitung von Karl-Ernst Jeismann, Braunschweig 1986.
- Die Landstände des Hochstifts Bamberg. Ein Beitrag zur territorialen Verfassungsgeschichte. Historischer Verein, Bamberg 1962.